# Viola caleyana
Viola caleyana G.Don – gatunek roślin z rodziny fiołkowatych (Violaceae). Występuje endemicznie w Australii – w stanach Nowa Południowa Walia, Wiktoria oraz Tasmania. 

## Morfologia
PokrójBylina tworząca kłącza.
LiścieBlaszka liściowa ma sercowaty kształt. Mierzy 1–5 cm długości oraz 1,5–1,5 cm szerokości, jest karbowana na brzegu, ma sercowatą nasadę i ostry wierzchołek. Ogonek liściowy jest nagi i ma 10–60 mm długości. Przylistki są równowąsko lancetowate.
KwiatyPojedyncze, wyrastające z kątów pędów. Mają działki kielicha o owalnym kształcie i dorastające do 3–4 mm długości. Płatki są odwrotnie jajowate, mają białą lub fioletową barwę oraz 8–10 mm długości, płatek przedni jest wyposażony w obłą ostrogę.
OwoceTorebki mierzące 7-9 mm długości, o jajowatym kształcie.

## Biologia i ekologia
Rośnie w lasach, brzegach cieków wodnych i terenach bagnistych. 